# Кеннеди, Берт
Берт Кеннеди (англ. Burt Kennedy; 3 сентября, 1922, Маскигон, Мичиган, США — 15 февраля 2001) — американский кинорежиссёр и сценарист, известен прежде всего своими вестернами.

## Биография
Родился в семье танцоров водевиля Томаса Джеймса и Гертруды Эмилии (О’Хэджен) Кеннеди. Во Второй мировой войне служил в 1-й кавалерийской дивизии.
После войны Берт Кеннеди устроился работать в театр, затем начал писать для радио, потом для телевидения.
В 1956 году написал сценарий вестерна «Семеро должны умереть», поставленного Баддом Беттикером; всего они сотрудничали на семи вестернах, ставших классикой жанра. Берту Кеннеди потребовалось 15 лет чтобы пройти путь от сценариста до режиссёра. В 1961 году он снял свой первый фильм «Канадцы», затем снял несколько телевизионных сериалов.
11 июля 1973 года женился на Шейле Терезе Фостер, в этом браке родилось двое детей.

## Известные работы
- The Trouble with Spies